# Revolução húngara de 1848
A revolução húngara de 1848 foi uma das muitas revoluções desse ano, fortemente ligada às revoluções na área sob domínio dos Habsburgos. A revolução na Hungria chegou a degenerar em guerra pela independência do Império Austríaco. Muitos dos seus líderes, incluindo Lajos Kossuth e Sándor Petőfi, estão entre as maiores figuras da história da Hungria, e o aniversário do dia de início da revolução (começou em 15 de março) é um dos três feriados nacionais.

## Antecedentes da revolução
O Parlamento da Hungria foi convocado em 1825 para lidar com a situação das finanças. Um partido liberal emergiu no Parlamento, e focou-se em sustentar simbolicamente os camponeses, porque eram incapazes de cumprir os requisitos mínimos para os trabalhadores gerais. Lajos Kossuth emergiu como líder das classes mais baixas.

## A Revolução

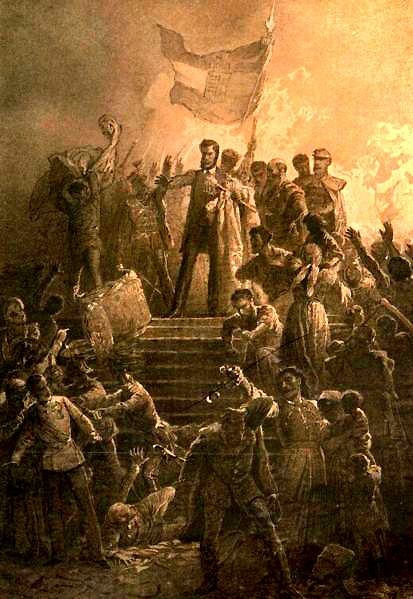
O poeta Sándor Petőfi recitando o Nemzeti dal a uma multidão a 15 de março de 1848 (por Mihály Zichy)

A revolução começou em 15 de março de 1848, com eventos sem derramamento de sangue em Pest e Buda, seguidos por várias revoltas em todo o reino, que permitiram aos reformistas húngaros declarar a independência da Hungria no seio do Império Habsburgo, sob o governo de Lajos Kossuth e tendo como primeiro-ministro Lajos Batthyány. O novo governo adotou uma série de leis de reforma, denominadas como as "Leis de Abril", que criaram um reino autónomo nacional da Hungria com o imperador Habsburgo como seu rei. Eles também exigiram que o governo húngaro tivesse o poder de receber e gastar os impostos cobrados na Hungria, e ter autoridade sobre os regimentos do exército húngaro dos Habsburgos.
Consciente de que seguiam o caminho para uma possível guerra civil no verão (julho) de 1848, os ministros do governo húngaro tentaram ganhar o apoio dos Habsburgos contra Josip Jelačić, um conservador da Croácia-Eslavónia, ao enviar tropas para o norte da Itália. No final de agosto, o governo imperial em Viena, ordenou oficialmente ao governo húngaro em Pest para acabar os planos para criar um exército húngaro. Jelačić comandou então militares contra o governo húngaro.
Com guerras a lavrar em três frentes (contra os croatas, no Banato húngaro e na Transilvânia), os radicais em Pest tiveram uma oportunidade. No entanto, o Parlamento fez concessões aos radicais em setembro, para prevenir acontecimentos que irrompessem em confrontos violentos. Com complicações por uma possível revolução em Viena, a Áustria aceitou a autonomia da Hungria. No entanto, após a revolução austríaca, foi revertida, e Francisco José I sucedeu no trono ao seu tio Fernando I da Áustria como Imperador. A Áustria novamente recusou aceitar a independência da Hungria. O último confronto entre Viena e Pest ocorreu quando ao conde Lamberg foi dado o controlo de todos os exércitos na Hungria (incluindo Jelačić). Em resposta ao ataque contra Lamberg que aconteceu no momento da sua chegada à Hungria, uns dias mais tarde, a corte imperial ordenou a dissolução do governo e do parlamento húngaro. A guerra pela independência começara.

## Guerra pela independência

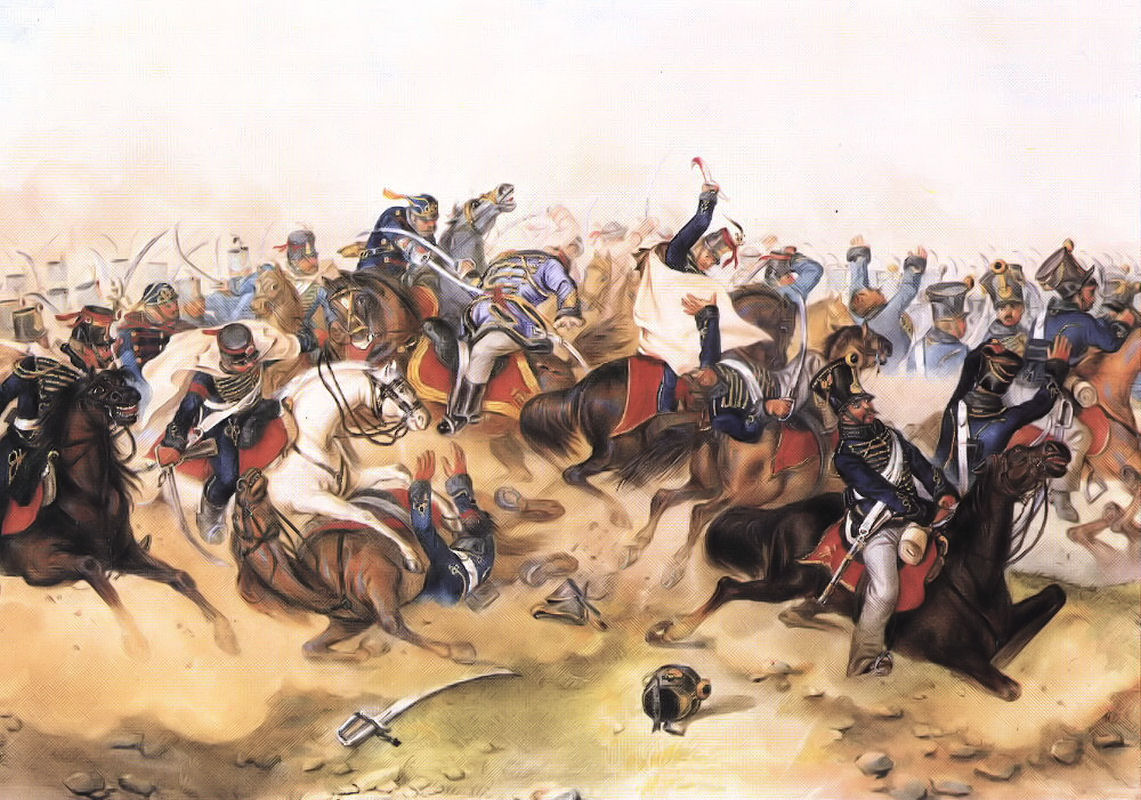
"Batalha de Tápióbicske" (4 de abril de 1849) por Than Mór

Durante a guerra civil subsequente, os magiares, juntamente com os revolucionários estrangeiros, tiveram de lutar contra o exército austríaco, mas também contra os sérvios, croatas, eslovacos e alemães que habitavam territórios do Reino da Hungria, que tinham as suas próprias ideologias nacionais, e eram contra o domínio dos magiares.
Inicialmente, as forças húngaras (Honvédség) enfrentaram várias vicissitudes e lutaram pela vitória contra os exércitos austríacos (na batalha de Pákozd em setembro de 1848 e na batalha de Isaszeg em abril de 1849), durante as quais a Hungria declarou a independência em relação à Áustria em 1849. Por causa do êxito da resistência à revolução, Francisco José I teve de pedir a ajuda do czar russo, Nicolau I, e os exércitos russos invadiram a Hungria, causando antagonismo entre húngaros e russos.
A guerra levou à chamada "Crise de Outubro" em Viena, quando rebeldes atacaram um comandante da guarnição no seu caminho para a Hungria, para apoiar as forças de Jelačić. Depois de Viena ser recapturada pelas forças imperiais, o general Windischgratz e 70 000 tropas foram enviadas para a Hungria, para acabar com a última ameaça ao Império Austríaco. Em finais de dezembro, o governo húngaro evacuou Pest.
Jacob Julius von Haynau, líder do exército austríaco, que sucedeu no governo da Hungria durante alguns meses, ordenou a execução de 13 líderes do exército húngaro (em Arad) e do primeiro-ministro Batthyány (em Pest).

## Supressão da revolução

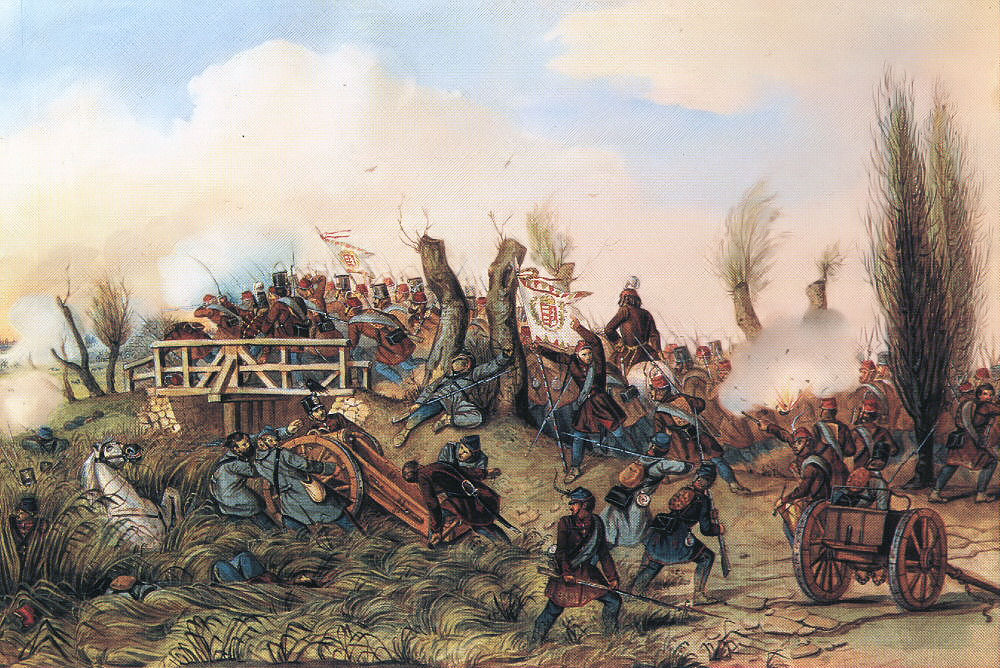
Captura da ponte de Tapiobicske (4 de abril de 1849) por Than Mór

Após a guerra de 1848-49, o reino permaneceu em tranquilidade. O arquiduque Albrecht von Habsburg tomou posse como governador do Reino da Hungria, e desta vez, a Hungria foi germanizada.
Lajos Kossuth foi para o exílio nos Estados Unidos (onde o condado de Kossuth, no Iowa, recebeu o seu nome como homenagem), em Istambul e em Turim. Confrontou as minorias na Hungria e popularizou a ideia de uma sociedade multiétnica de confederação de repúblicas ao longo do Danúbio, tão grande era o descontentamento que surgia entre as minorias étnicas. Muitos dos seguidores de Kossuth no seu exílio, incluindo os filhos de uma de suas irmãs que também apoiou a revolução de 1848, permaneceram nos Estados Unidos e lutaram pela União na Guerra Civil Americana.